# توریست (مجموعه تلویزیونی)
توریست (انگلیسی: The Tourist) یک مجموعه تلویزیونی درام-دلهره‌آور کمدی سیاه محصول سال ۲۰۲۲ است. جیمی درنان در نقش قربانی یک تصادف اتومبیل بازی می‌کند که در بیمارستانی در استرالیا با یادزدودگی از خواب بیدار می‌شود. این مجموعه در ۱ ژانویه ۲۰۲۲ از بی‌بی‌سی وان در بریتانیا، روز بعد از استن در استرالیا و ۳ مارس از اچ‌بی‌او مکس در ایالات متحده پخش شد. فصل دوم این مجموعه که در ایرلند واقع شده است، در ۱ ژانویه ۲۰۲۴ در بریتانیا و استرالیا و ۲۹ فوریه ۲۰۲۴ در ایالات متحده پخش شد.